# Lorraine-Dietrich
Lorraine-Dietrich war eine französische Automarke.

## Markengeschichte
Die Société Lorraine des Anciens Établissements De Dietrich et Cie war 1905 das Nachfolgeunternehmen der Société de Dietrich et Cie de Lunéville. Der Sitz war ebenfalls in Lunéville. Die Produktion von Personenkraftwagen, Lastkraftwagen und Eisenbahnwagen wurde fortgesetzt. Der Markenname lautete zunächst Lorraine-Dietrich, ab 1928 Lorraine (französisch für Lothringen). 1934 endete die Produktion von Pkw. Im selben Jahr erfolgte auch die Umfirmierung in Société des Moteurs et Automobiles Lorraine. In den folgenden Jahren konzentrierte man sich auf militärische Fahrzeuge. Lorraine-Dietrich baute den Motor für das Flugzeug L’Oiseau Blanc. Die Lkw-Produktion der Marke wurde 1940 aufgegeben.

## Marke Lorraine-Dietrich
Anfangs wurden Vierzylindermodelle hergestellt. 1919 erschien das Modell D 2-6 30 CV mit Sechszylindermotor, 6104 cm³ Hubraum und 75 PS Leistung. Bald darauf folgte das kleinere Sechszylindermodell B 3-6 15 CV, auch 16 CV genannt, mit 3446 cm³ Hubraum und zwischen 50 und 90 PS Leistung. 1923 folgte das Vierzylindermodell A 4 10/12 CV mit 2296 cm³ Hubraum und 45 bis 55 PS.
Fahrzeuge der Marke siegten sowohl 1925 als auch 1926 beim 24-Stunden-Rennen von Le Mans.
Die Modelle B 3-6 15 CV und A 4 10/12 CV wurden weiterhin produziert. 1929 wurde das kleine Modell eingestellt. 1931 erschien der 310/311 20 CV mit Sechszylindermotor, 4086 cm³ Hubraum und 90 PS.
Außerdem entstanden verschiedene Modelle von Lastkraftwagen sowie mindestens ein Omnibus.

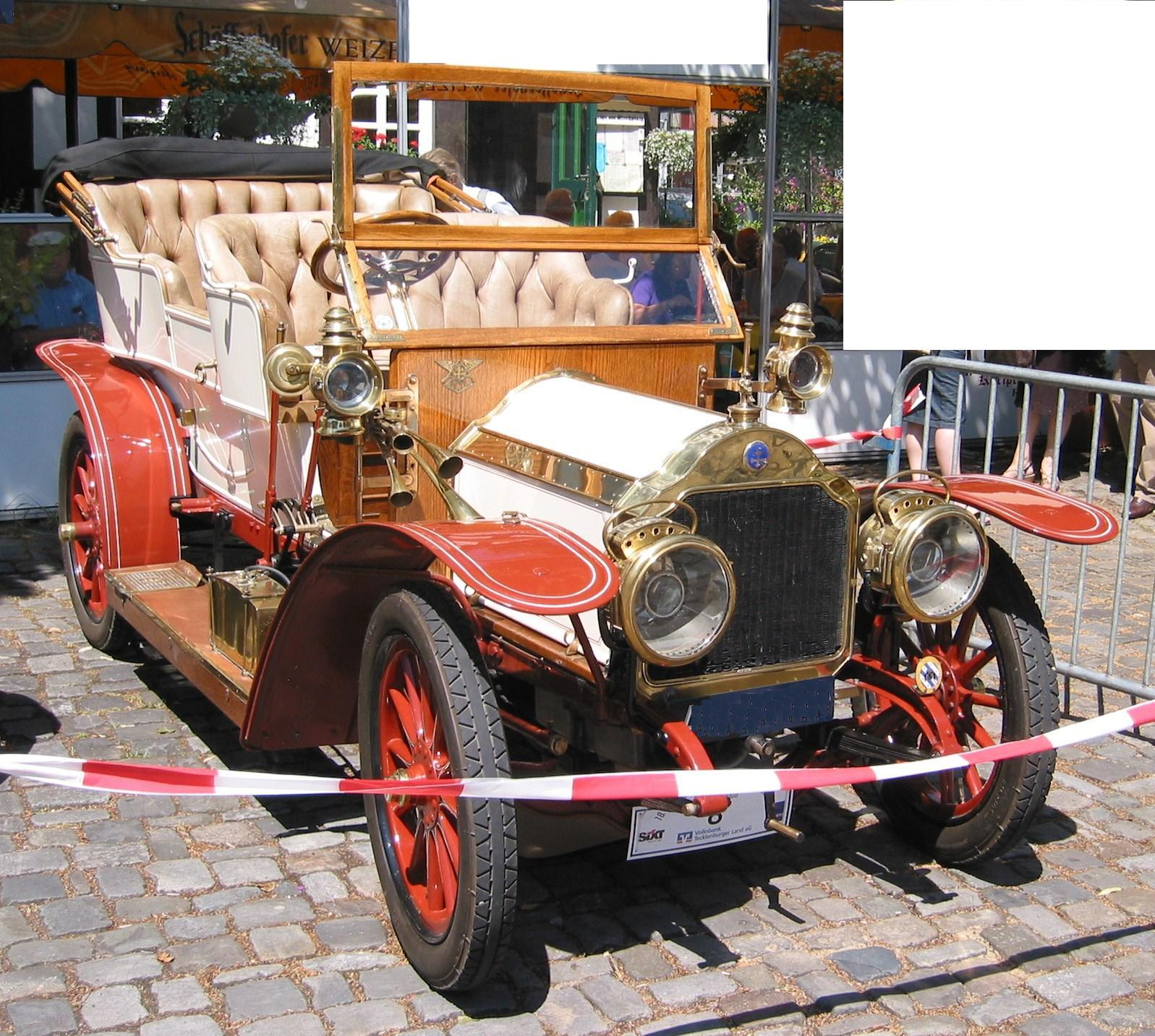
Lorraine-Dietrich (1908)
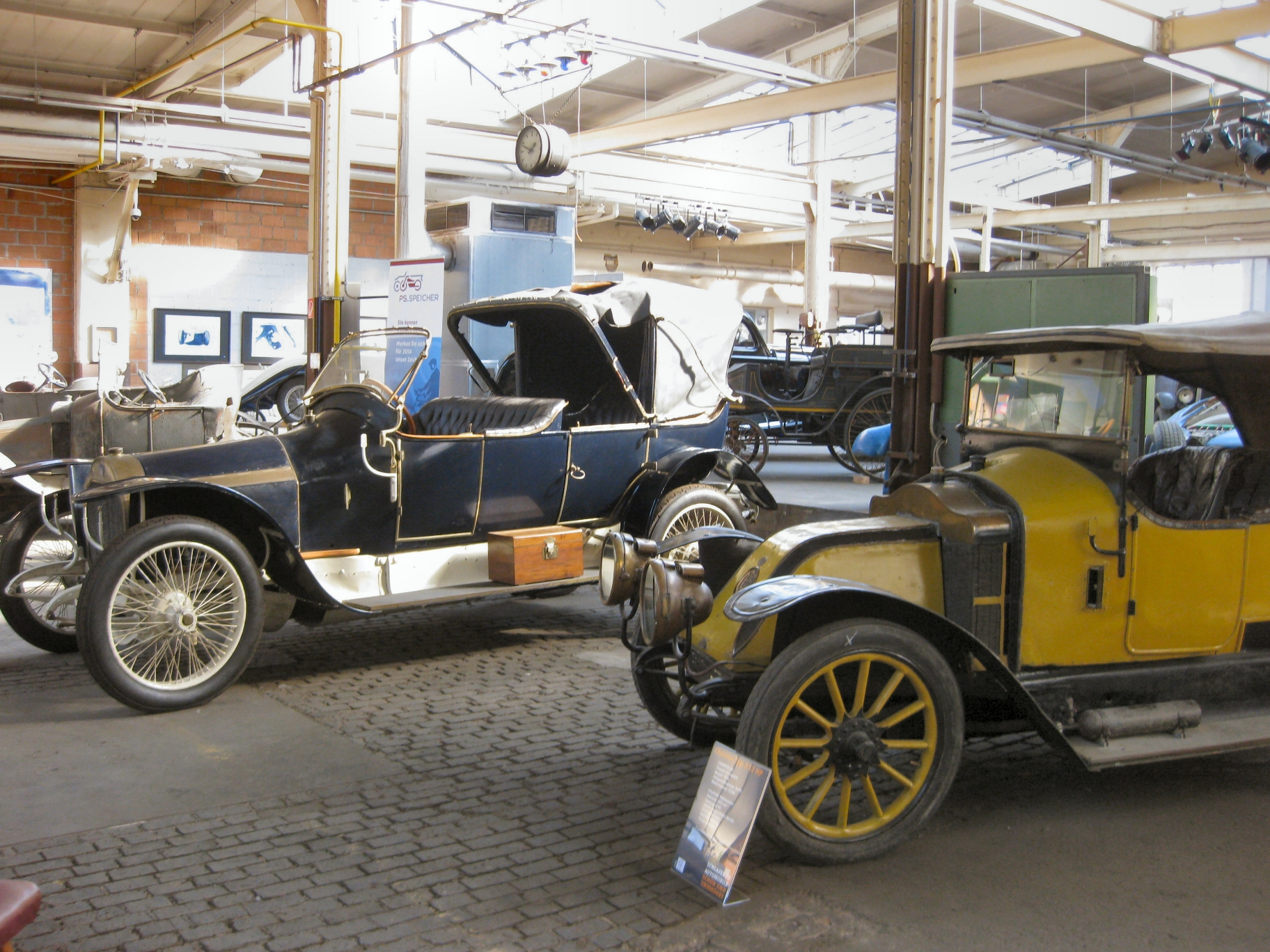
Lorraine-Dietrich (1910) aus Schlumpf-Depot
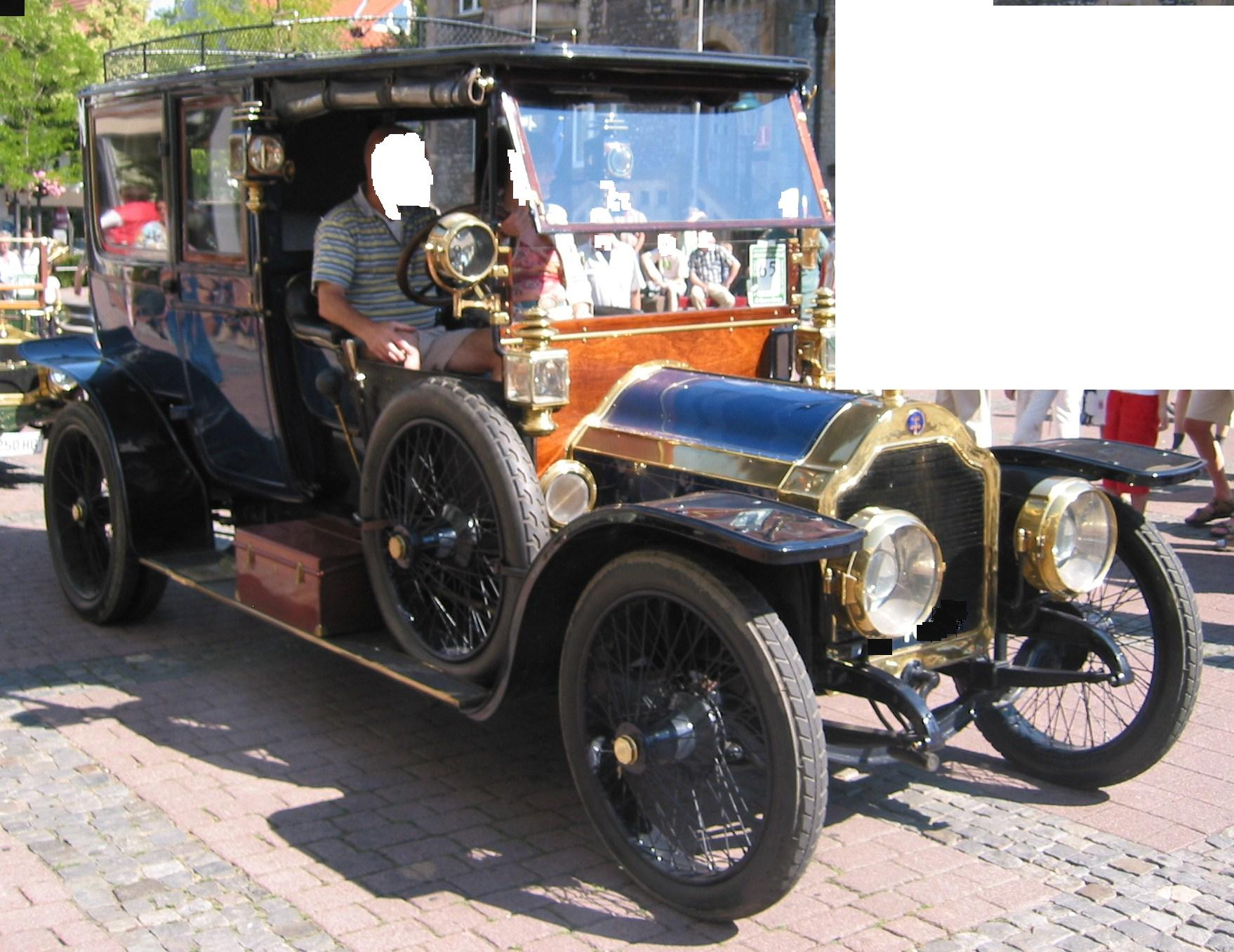
Lorraine-Dietrich (1912)
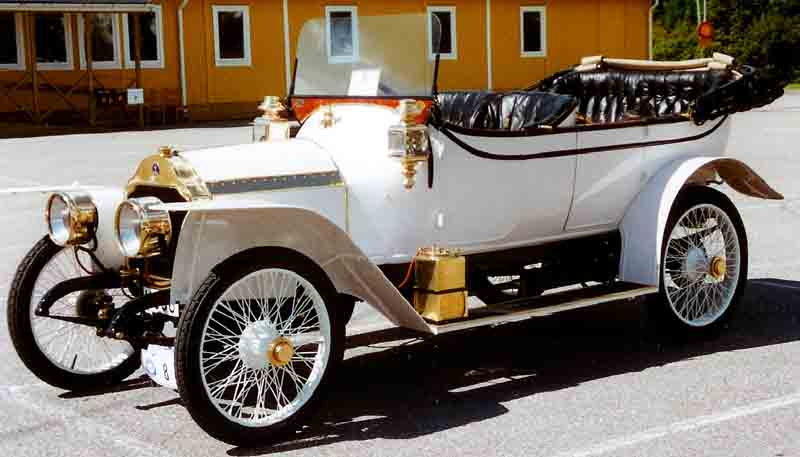
Lorraine-Dietrich (1912)
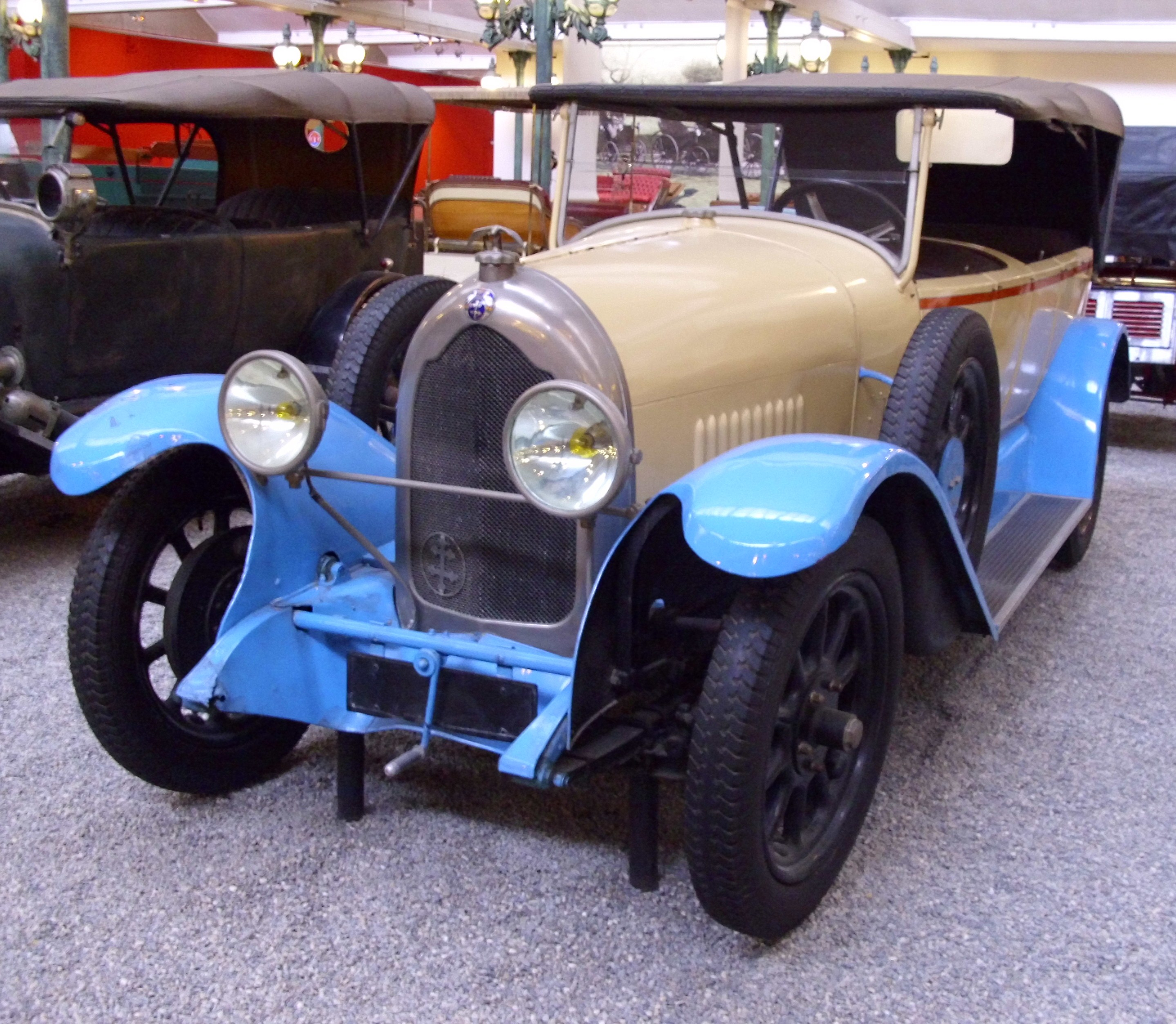
Lorraine-Dietrich (1923)
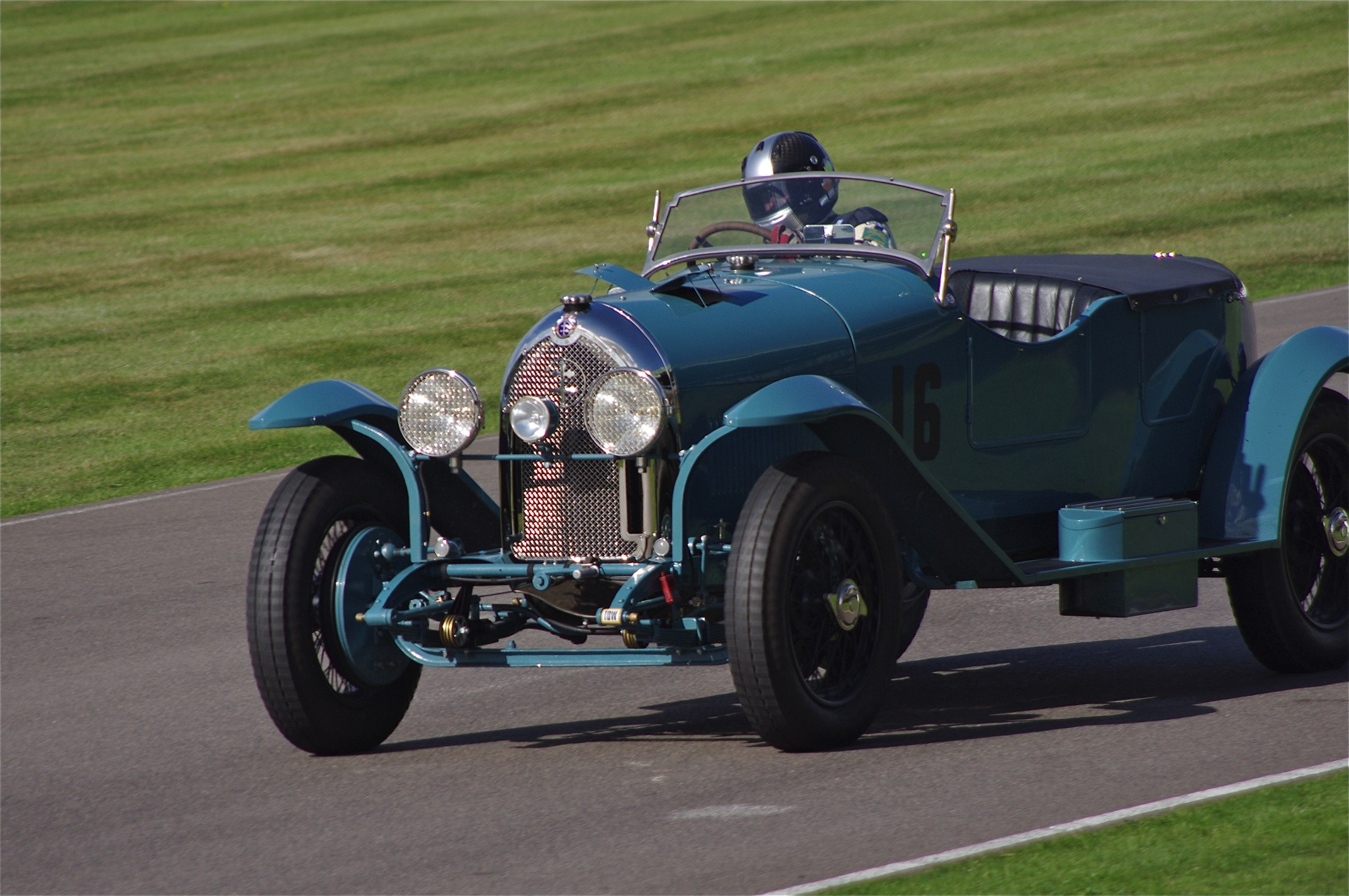
Lorraine-Dietrich (1925)
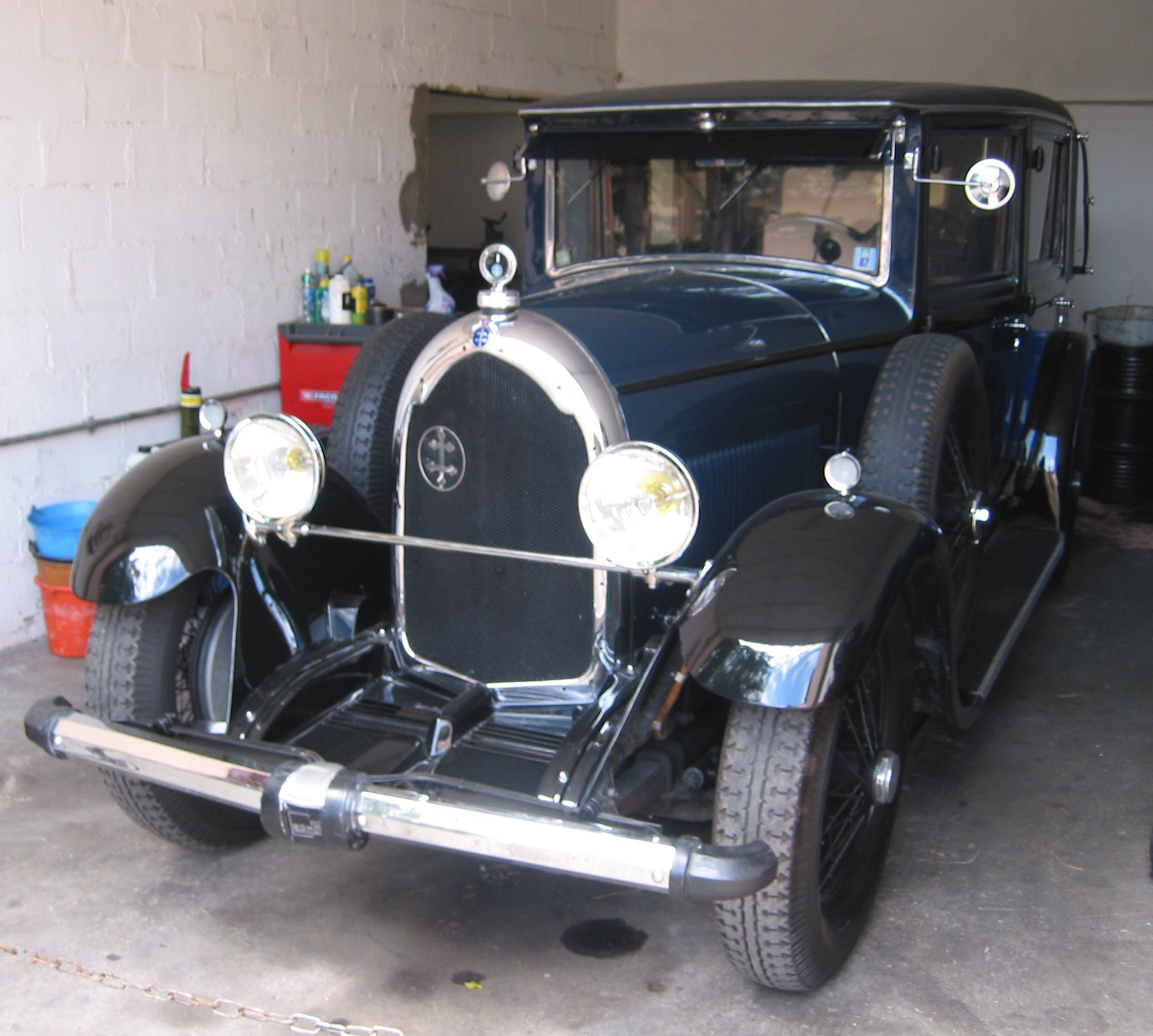
Lorraine von 1930.

Nachstehend eine Tabelle der Modelle.
| Modell       | Ausführungen                             | von  | bis  | Zylinder | Bohrung (mm) | Hub (mm) | Hubraum (cm³) | Steuer-PS (CV) | Kraftübertragung | Radstand (mm) | Text                   |
| ------------ | ---------------------------------------- | ---- | ---- | -------- | ------------ | -------- | ------------- | -------------- | ---------------- | ------------- | ---------------------- |
| Type DI      | Type CDI, Type TDI                       | 1906 | 1906 | 4        | 104          | 120      | 4077          | 16             | Kette            |               |                        |
| Type DM      | Type CDM, Type TDM                       | 1906 | 1906 | 4        | 120          | 120      | 5429          | 24             | Kette            |               |                        |
| Type DO      | Type CDO, Type TDO                       | 1906 | 1906 | 4        | 130          | 160      | 8495          | 40             | Kette            |               |                        |
| Type DR      | Type CDR, Type TDR                       | 1906 | 1906 | 4        | 146          | 180      | 12054         | 60             | Kette            |               |                        |
| Type EX      | Type EX                                  | 1906 | 1906 | 4        | 190          | 160      | 18145         | 120            | Kette            | 2708          | Rennwagen              |
| Type EI      | Type CEI, Type TEI                       | 1907 | 1907 | 4        | 104          | 120      | 4077          | 16             | Kette            | 3090–3340     |                        |
| Type EM      | Type CEM, Type TEM                       | 1907 | 1907 | 4        | 120          | 120      | 5429          | 24             | Kette            | 3140–3390     |                        |
| Type EO      | Type CEO, Type TEO, Type EO Targa        | 1907 | 1907 | 4        | 130          | 160      | 8495          | 40             | Kette            | 3190–3440     |                        |
| Type ER      | Type CER, Type TER                       | 1907 | 1907 | 4        | 146          | 180      | 12054         | 60             | Kette            | 3300–3550     |                        |
| Type EIB     |                                          | 1907 | 1908 | 4        | 104          | 160      | 5437          | 20             | Kette            |               | Lkw                    |
| Type EOB     |                                          | 1907 | 1908 | 4        | 130          | 180      | 9556          | 40             | Kette            |               | Lkw                    |
| Type I       |                                          | 1907 | 1907 | 4        | 145,4        | 120      | 7970          | 80             | Kette            | 3000          | Rennwagen              |
| Type FX      |                                          | 1907 | 1907 | 4        | 180          | 170      | 17303         | 120            | Kette            |               | Rennwagen              |
| Type VFH     |                                          | 1908 | 1910 | 4        | 90           | 120      | 3054          | 14/16 und 15   | Kette, Kardan    | 3010          |                        |
| Type VFG 6   |                                          | 1908 | 1908 | 6        | 80           | 120      | 3619          | 15/20          | Kette            | 3150          |                        |
| Type FJ      | Type CcFJ, Type CFJ, Type TFJ            | 1908 | 1908 | 4        | 110          | 130      | 4942          | 18/24          | Kette            | 3030–3280     |                        |
| Type FM      | Type CFM, Type TFM                       | 1908 | 1908 | 4        | 120          | 140      | 6333          | 28/35          | Kette            | 3060–3310     |                        |
| Type FO      | Type CFO, Type TFO                       | 1908 | 1908 | 4        | 130          | 150      | 7964          | 40/50          | Kette            | 3130–3380     |                        |
| Type FO 6    | Type CFO 6, Type TFO 6                   | 1908 | 1908 | 6        | 130          | 150      | 11946         | 75/80          | Kette            | 3500–3750     |                        |
| Type CFER    |                                          | 1908 | 1908 | 4        | 146          | 180      | 12054         | 60/70          | Kette            | 3300          |                        |
| Type FR 2    |                                          | 1908 | 1908 | 4        | 155          | 180      | 13585         | 120            | Kette            | 2715          | Rennwagen              |
| Type G 2     | Type FG 2, Type RG 2                     | 1909 | 1912 | 2        | 80           | 120      | 1206          | 10             | Kardan           | 2325–2500     |                        |
| Type VG 6    |                                          | 1909 | 1910 | 6        | 80           | 120      | 3619          | 15             | Kardan           | 3250          |                        |
| Type GJ      | Type CcGJ, Type CGJ, Type TGJ, Type RGJ  | 1909 | 1911 | 4        | 110          | 130      | 4942          | 20             | Kette, Kardan    | 2800–3280     |                        |
| Type GM      | Type CGM, Type TGM, Type RGM             | 1909 | 1910 | 4        | 120          | 140      | 6333          | 30             | Kette            | 2800–3310     |                        |
| Type GO      | Type CGO, Type TGO, Type RGO             | 1909 | 1910 | 4        | 130          | 150      | 7964          | 40             | Kette            | 2800–3380     |                        |
| Type GO 6    | Type CGO 6, Type TGO 6                   | 1909 | 1910 | 6        | 130          | 150      | 11946         | 70             | Kette            | 3500–3750     |                        |
| Type CGER    |                                          | 1909 | 1910 | 4        | 146          | 180      | 12054         | 60             | Kette            | 3300          |                        |
| Type GF 4    | Type FGF 4, Type RGF 4, Type FRGF 4      | 1910 | 1913 | 4        | 75           | 120      | 2121          | 12             | Kardan           | 2325–2840     |                        |
| Type AFNB    |                                          | 1910 | 1910 | 4        | 125          | 180      | 8835          | 40             | Kette            |               | Lkw                    |
| Type VHH     |                                          | 1911 | 1914 | 4        | 90           | 130      | 3308          | 16             | Kardan           | 3168          |                        |
| Type HJ      | Type CcHJ, Type TcHJ, Type CHJ, Type THJ | 1911 | 1912 | 4        | 110          | 150      | 5702          | 28             | Kette, Kardan    | 3154–3554     |                        |
| Type HO      | Type CHO, Type THO                       | 1911 | 1911 | 4        | 130          | 170      | 9026          | 45             | Kette            | 3270–3520     |                        |
| Type HH 5 B  |                                          | 1911 | 1913 | 4        | 95           | 146      | 4139          | 20             | Kette            | 3245          | Lkw                    |
| Type HF 4    | Type FHF 4, Type FRHF 4                  | 1912 | 1913 | 4        | 75           | 120      | 2121          | 12             | Kardan           | 2837          |                        |
| Type MO      | Type NMO, Type SMO                       | 1912 | 1914 | 4        | 125          | 160 170  | 7854 8345     | 40             | Kardan           | 3125–3325     | größerer Motor ab 1913 |
| Type GP      |                                          | 1912 | 1912 | 4        | 155          | 200      | 15095         | 60             | Kette            |               | Rennwagen              |
| Type LF      | Type LF, Type SLF, Type LFM, Type SLFM   | 1914 | 1914 | 4        | 75           | 120      | 2121          | 12             | Kardan           | 2837          |                        |
| Type NF      | Type NF, Type SNF                        | 1914 | 1914 | 4        | 80           | 130      | 2614          | 14             | Kardan           | 2978          |                        |
| Type MHI     | Type MHI, Type SMHI                      | 1914 | 1914 | 4        | 95           | 160      | 4536          | 20             | Kardan           | 3000–3175     |                        |
| A 1.6        |                                          | 1920 | 1920 | 6        | 75           | 130      | 3446          | 15             | Kardan           | 2950          | Prototyp               |
| 20 CV (1920) |                                          | 1920 | 1920 | 6        | 80           | 150      | 4524          | 20             | Kardan           |               | Prototyp               |
| D 2.6        |                                          | 1920 | 1926 | 6        | 90           | 160      | 6107          | 30             | Kardan           | 3337          |                        |
| B.6          | B.2.6, B.3.6, B.4.6, B.5.6, B-6.6, B-7.6 | 1921 | 1927 | 6        | 75           | 130      | 3446          | 15             | Kardan           | 2895–3325     |                        |
| A.4          | A.4, A.4 normal, A.4 long                | 1923 | 1926 | 4        | 75           | 130      | 2297          | 12             | Kardan           | 2945–3120     |                        |
| Sport        |                                          | 1925 | 1927 | 6        | 75           | 130      | 3446          | 15             | Kardan           | 2890          |                        |

## Lorraine Militärfahrzeuge
In den 1930er Jahren suchte Lorraine nach neuen Betätigungsfeldern. Hierbei wurden vor allem geländegängige Militärfahrzeuge gebaut, wobei man bevorzugt mit Lizenzen von Tatra baute. Die Fahrzeuge nach typischer Tatra-Bauart mit Zentralrohrrahmen- erwiesen sich als wartungsintensiv und bewährten sich im militärischen Alltag nicht. Nachfolgend eine Übersicht von Typen:
- Lorraine 72: Lizenzbau des Tatra 72: Dreiachsiger leichter LKW (6×4), 4 Zylinder, 1910 cm³ Hubraum, 30 PS, Leergewicht 1,5 Tonnen, Nutzlast 1,2 Tonnen. Insgesamt dürften in den Jahren 1934 bis 1935 zwischen 100 und 200 Stück an die französische Armee geliefert worden sein, die dort vor allem als Halbgruppenfahrzeug bei den Pionieren, aber auch als schwerer geländegängiger PKW und als Sanitätsfahrzeug bei diversen Truppenteilen des Heeres und der Luftwaffe eingesetzt wurden. Das Fahrzeug war untermotorisiert[10].
- Lorraine 28: Lizenzbau des Tatra 28: Dreiachsiger leichter LKW (6×4), 4 Zylinder, 4710 cm³, 55 PS, Leergewicht 3780 kg, Nutzlast 2720 kg. Links und rechts des Kühlers waren zusätzlich kleine Stützräder angebracht, um ein Aufsitzen des vorragenden Motorraumes auf  Bodenwellen zu verhindern. Das Getriebe hatte 4 Vorwärts- und einen Rückwärtsgang, zusätzlich gab es ein Vorgelegegetriebe. Insgesamt wurden in den Jahren 1937 bis 1939 364 Stück[11], nach anderer Angabe 404 Stück[12] an die französische Armee geliefert. Es diente als Gruppenfahrzeug bei motorisierter Infanterie (Dragons portès) und Pionieren, für die Luftwaffe gab es eine Variante mit Tankaufbau. Auch dieses Fahrzeug war angesichts eines Gesamtgewichts von 5,5 Tonnen untermotorisiert, den zeitgleich gebauten Laffly S 20 TL war das Fahrzeug unterlegen.
- Lorraine 24/58: Lizenzbau des Tatra 24/58: Dreiachsiger schwerer LKW und Zugmaschine(6×4), 6 Zylinder, 11220 cm³, 110 PS, Leergewicht 8 Tonnen, Nutzlast 5 to. Insgesamt wurden in den Jahren 1936 und 1937 nur wenige Stück[13] an die französische Armee geliefert.
- Lorraine 75: Ebenfalls Tatra-Lizenz, entsprach der Lorraine 75 dem Tatra 75: Ein vier- bis fünfsitziger Mittelklasse-PKW : 4 Zylinder, 1690 cm³ Hubraum, 30 PS, Radstand 2,70 m. Er sollte im französischen Heer als leichtes Verbindungsfahrzeug dienen. 1938 wurde ein Probefahrzeug beschafft. Das Fahrzeug überzeugte nicht[14].
- Lorraine VLTT (voiture lègere tous terrains, leichter Geländewagen): Hierbei handelte es sich um eine Lizenzproduktion des deutschen Tempo G 1200. Das Fahrzeug hatte Vierradantrieb und zwei Motoren zu je 600 cm³, je einen in Bug und Heck. Die französische Armee bestellte Ende 1937 insgesamt 12 Stück zu Testzwecken, zu einer größeren Serienproduktion kam es nicht[15].
- Lorraine 37L war ein gepanzertes Vollkettenfahrzeug, welches ab 1939 in verschiedenen Varianten eingesetzt wurde.

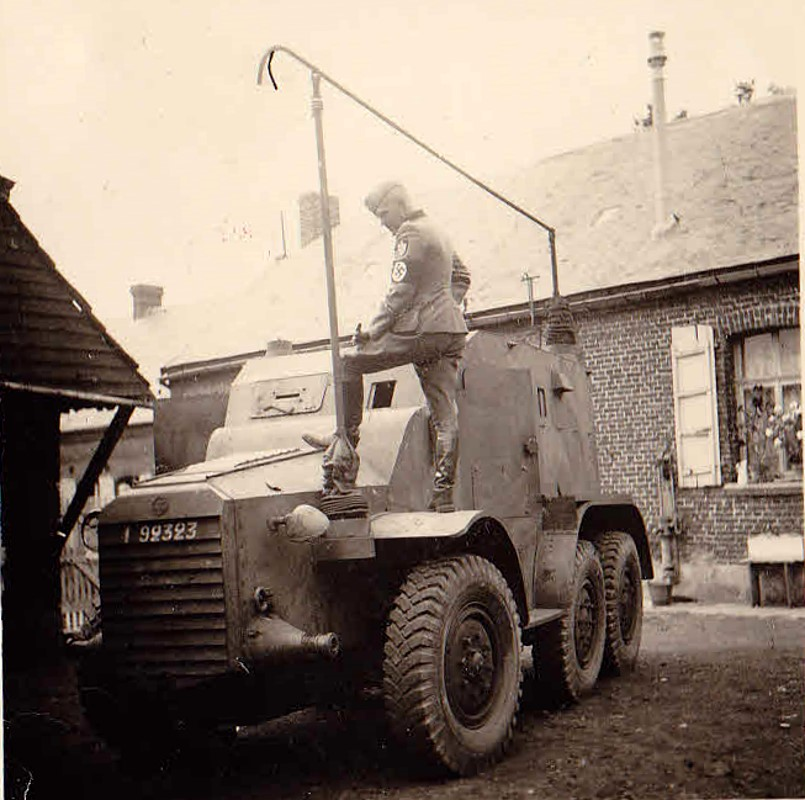
Lorraine 28 als gepanzerter Funkwagen als militärische Mobile Funkstelle.
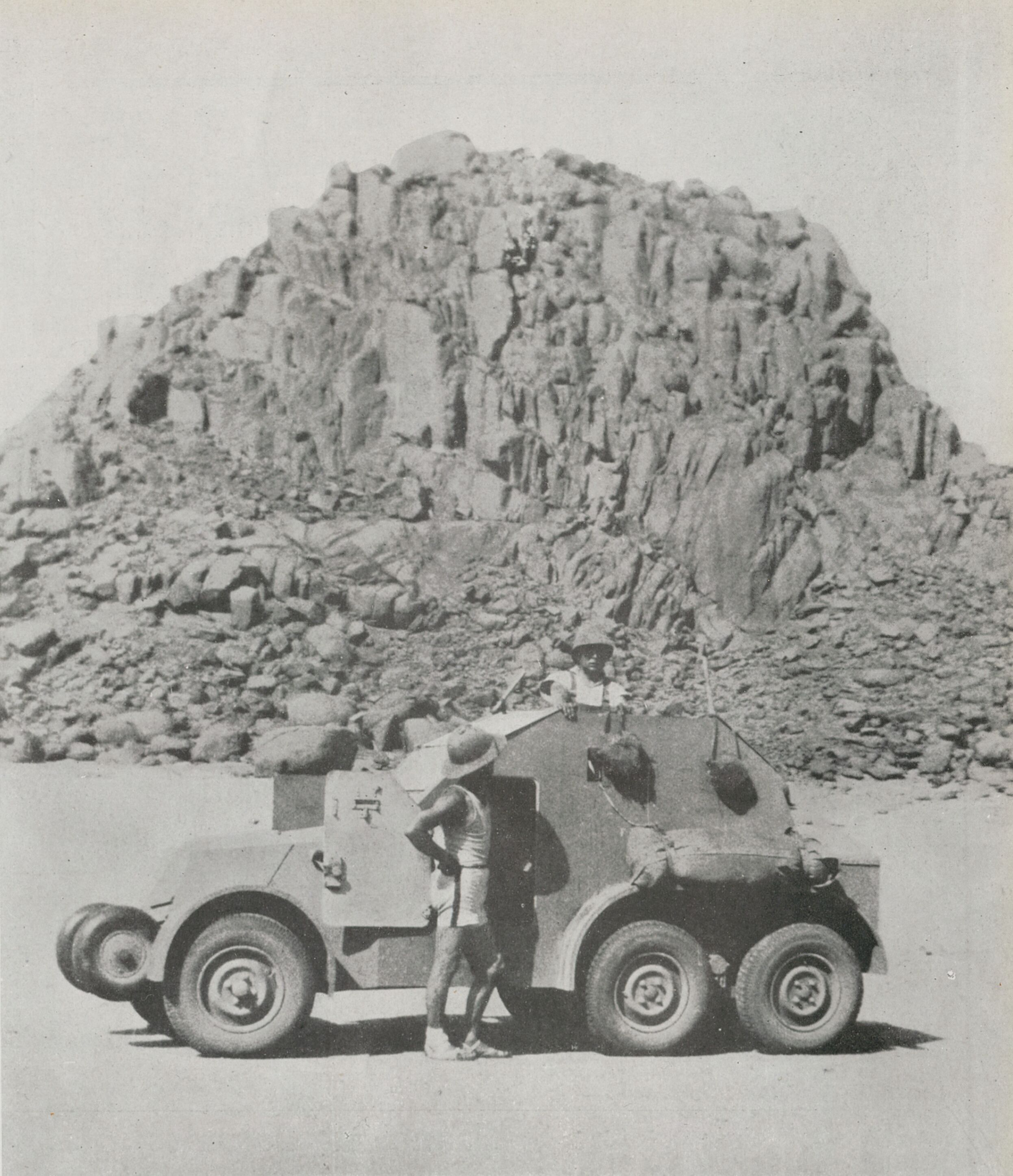
Panzerwagen auf Basis Lorraine 72 (Afrika 1936).
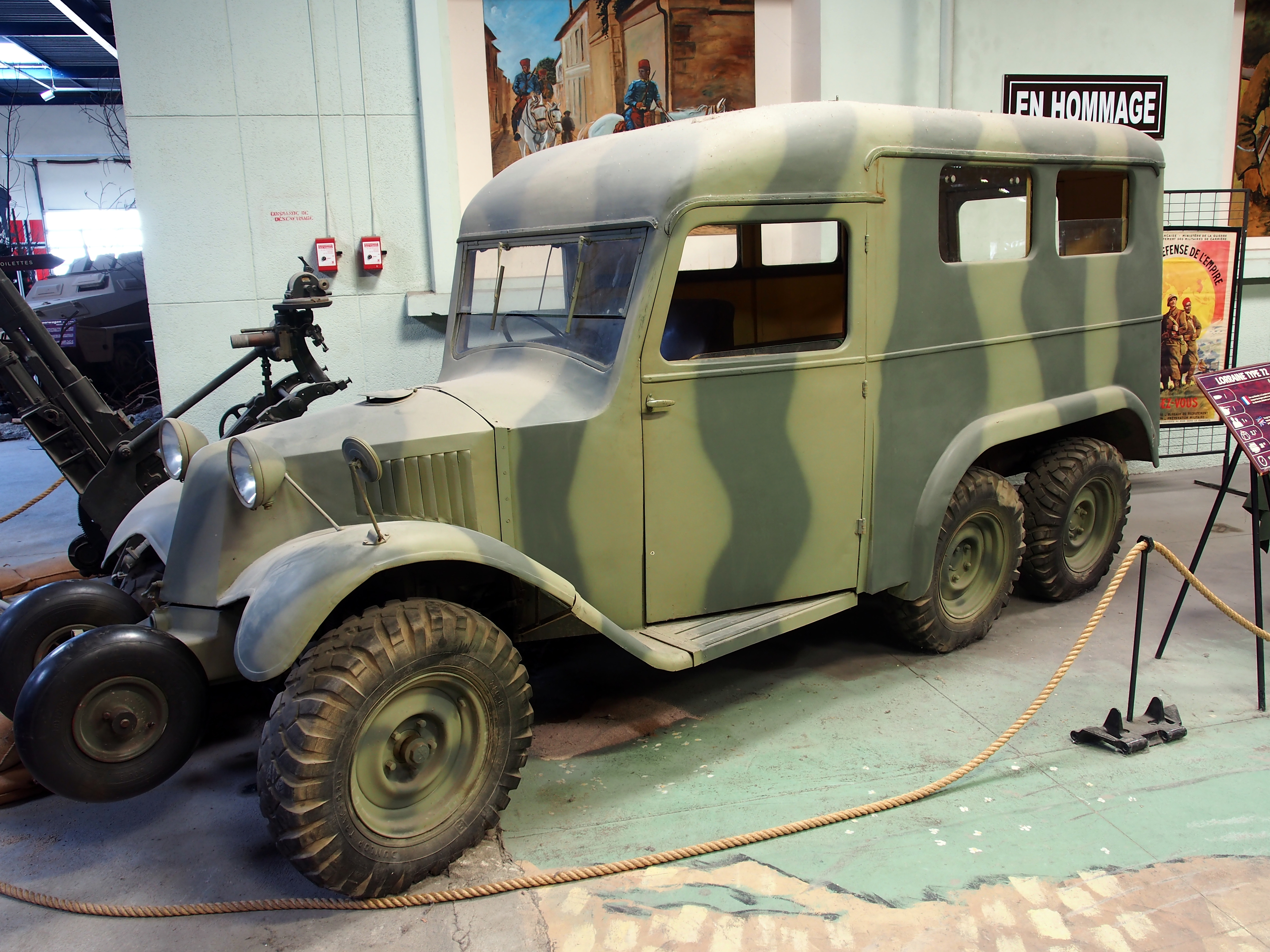
Lorraine 72 im Musée des Blindés
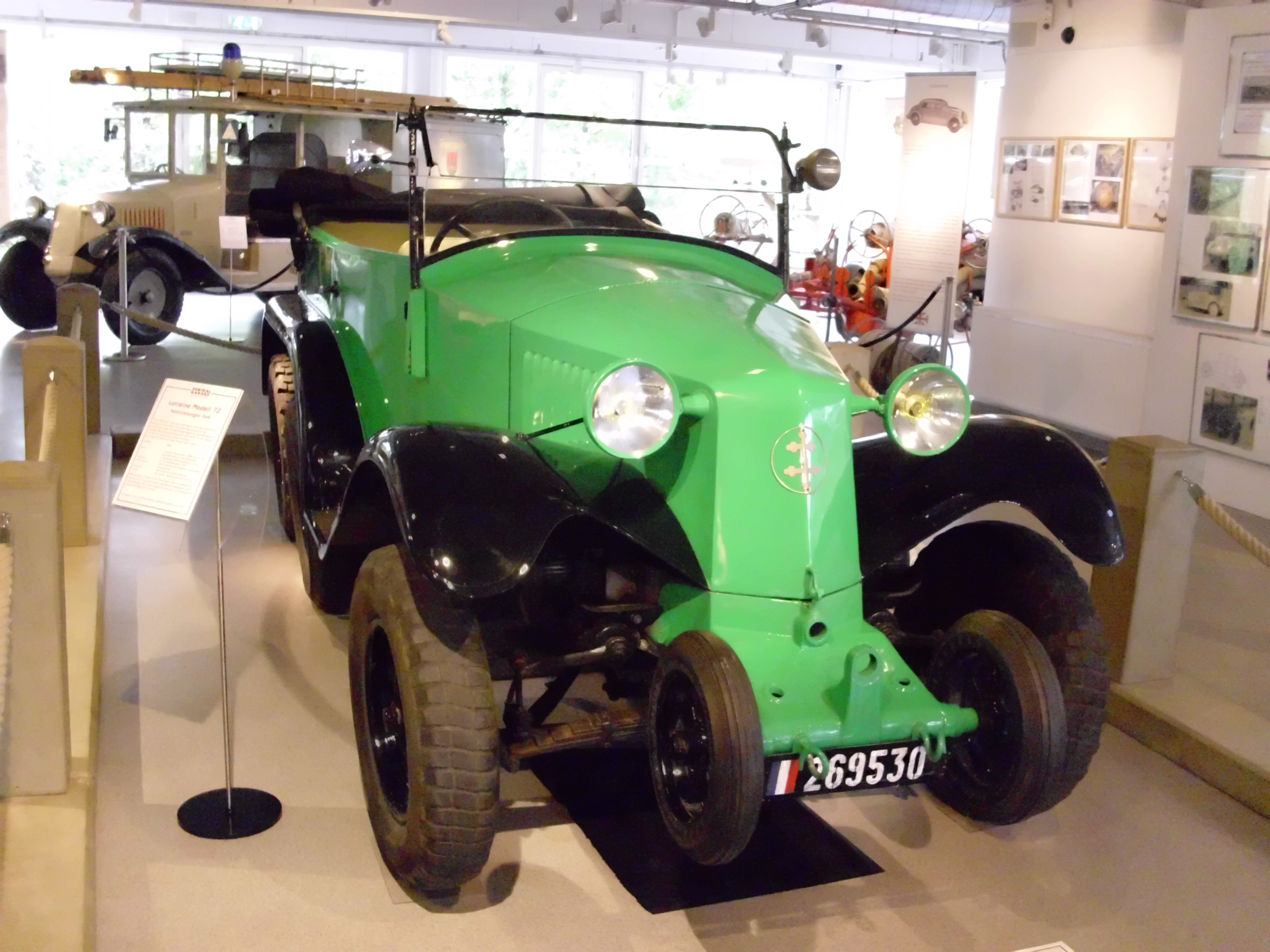
Lorraine 72 mit „ziviler“ Farbgebung.

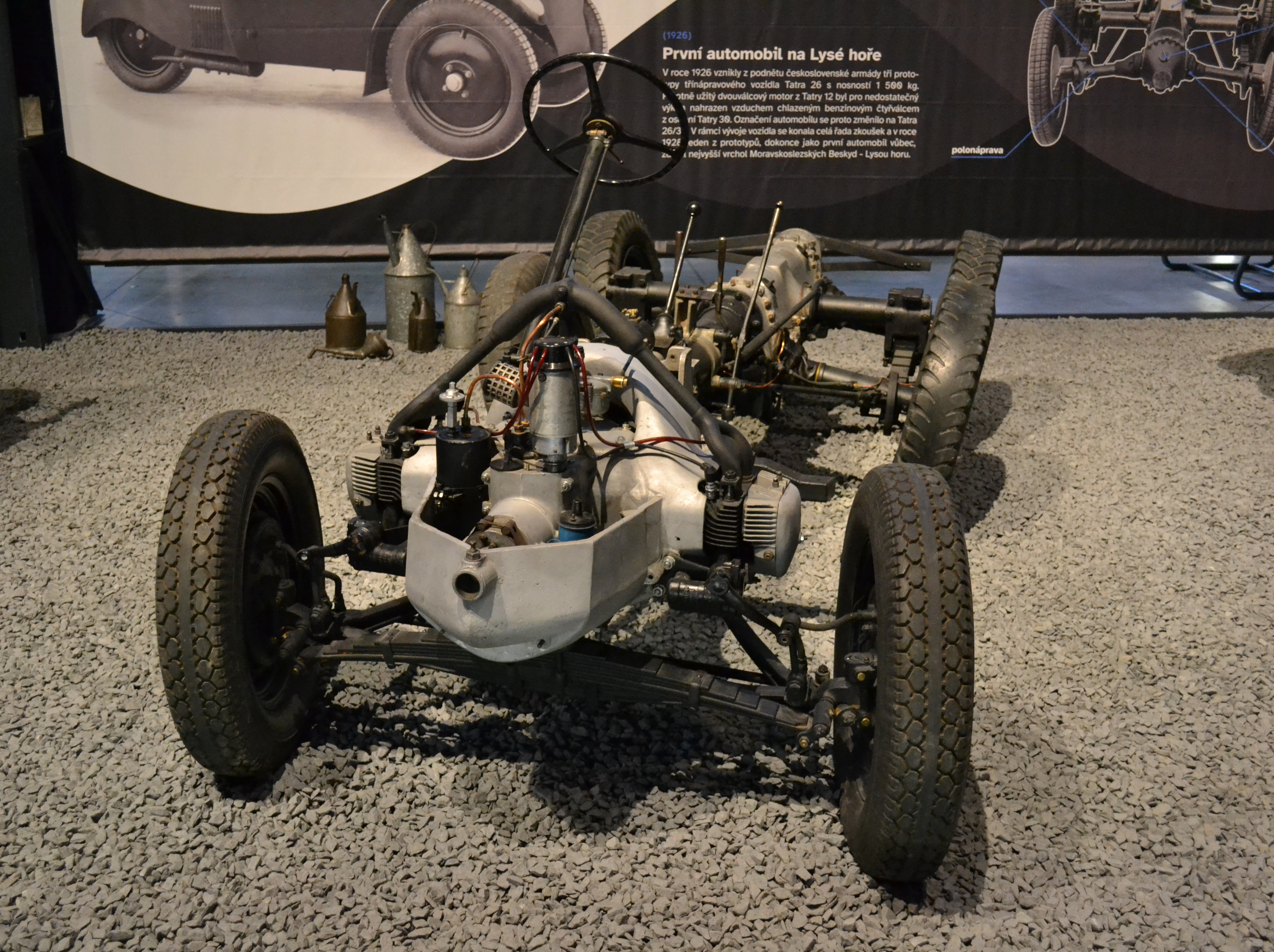
Lorraine 72 Motorblock und Zentralrohrrahmen
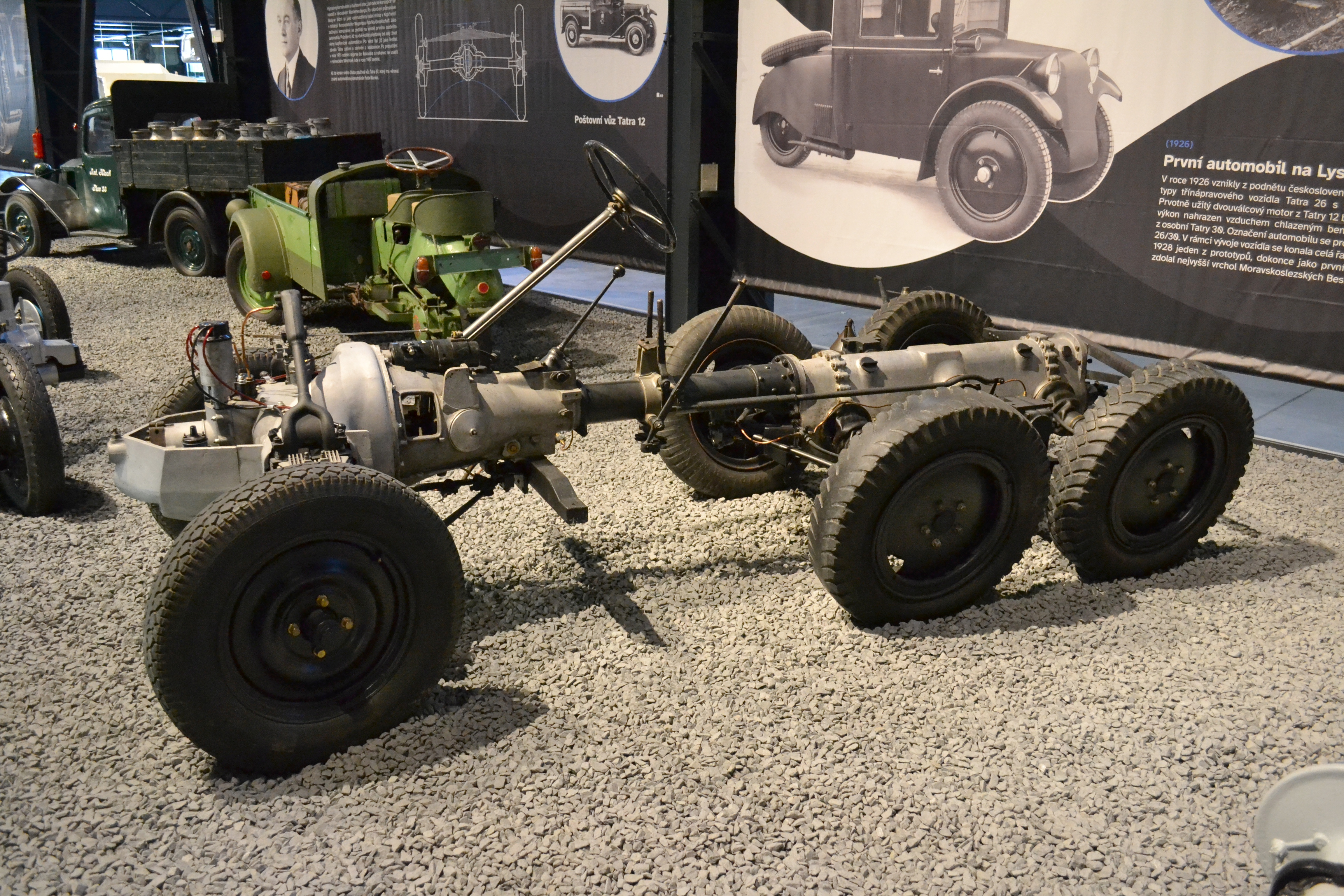
Lorraine 72 Chassis mit Antriebstechnik.
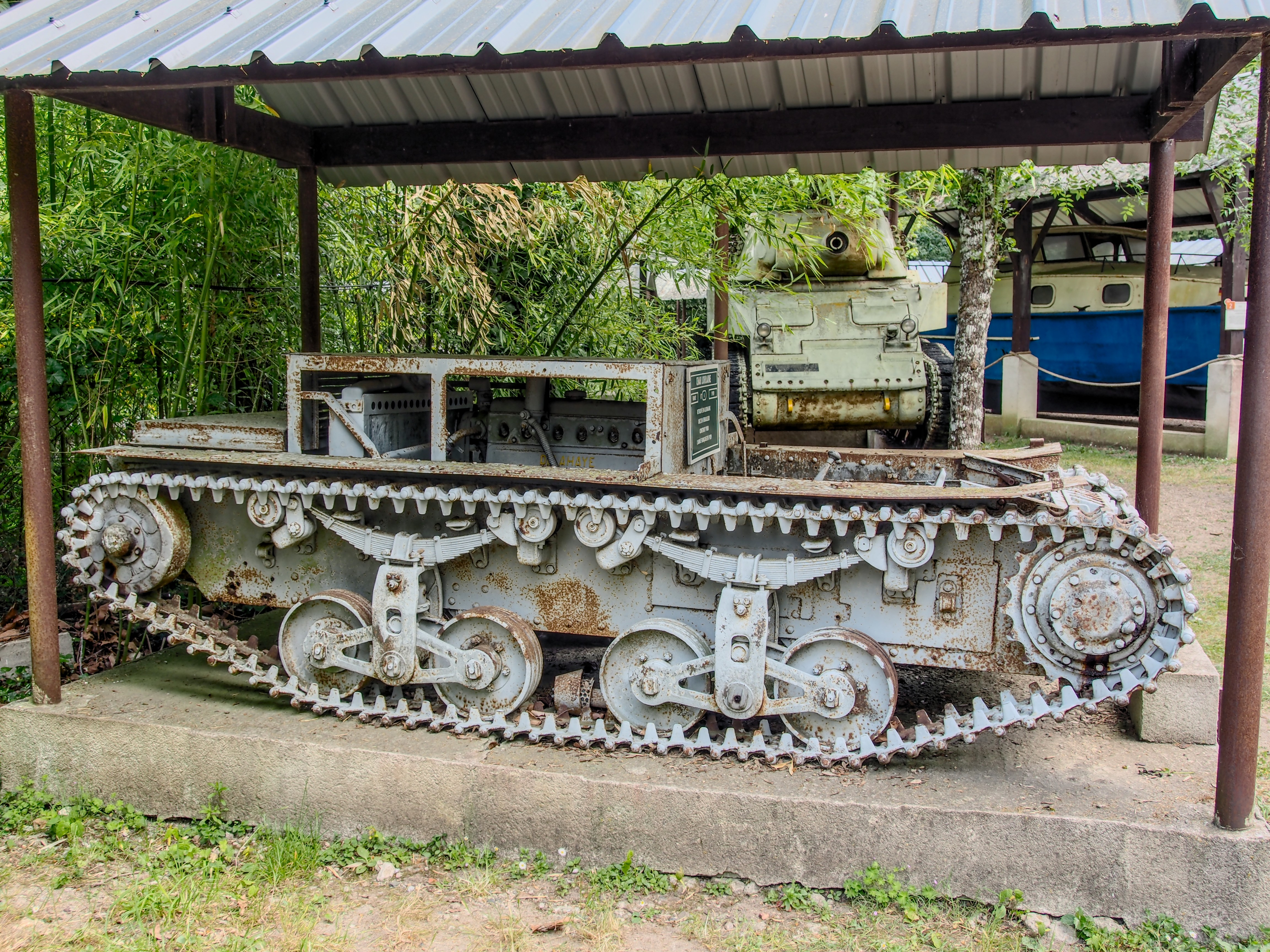
Panzerkettenlaufwerk des Lorraine 37L.
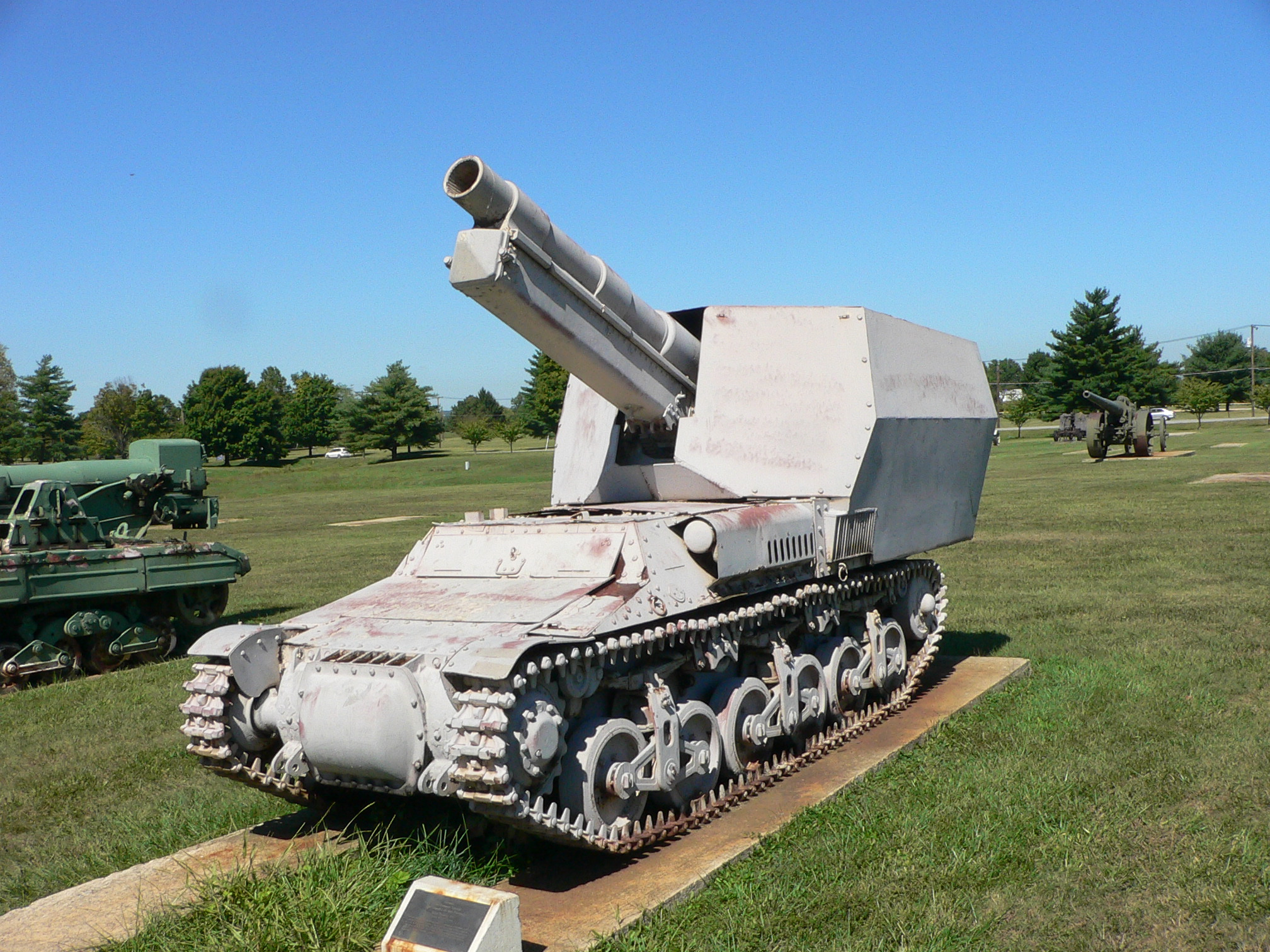
Lorraine 37L als Selbstfahrlafette.

## Rezeption
Lorraine-Dietrich ist als historischer Fahrzeug- und Flugmotorenhersteller bekannt und wird in Fachpublikationen entsprechend notiert. Fahrzeuge und Motoren von Lorraine-Dietrich sind in Automuseen und andern Fachsammlungen vorhanden und damit der Öffentlichkeit zugänglich.